# Leggadina
Leggadina ist eine Nagetiergattung aus der Gruppe der Altweltmäuse (Murinae). Die Gattung umfasst zwei Arten.
Der wissenschaftliche Name ist aus dem nicht mehr gültigen Gattungsnamen einer Gruppe von indischen Nagetieren (Leggada) und der lateinischen Verkleinerungsform -ina zusammengesetzt. Er bezieht sich auf die vermutete Ähnlichkeit beider Tiergruppen.
Es sind sehr kleine Altweltmäuse. Sie erreichen eine Kopf-Rumpf-Länge von 6 bis 10 Zentimetern, der Schwanz ist mit 4 bis 7 Zentimetern auffallend kurz. Das Gewicht der Tiere beträgt 15 bis 25 Gramm. Das Fell ist rau, es ist am Rücken gelbbraun bis braun und am Bauch weiß gefärbt. Der Kopf ist breit, die Schnauze stumpf, die Ohren kurz und breit.
Sie bewohnen trockene Gebieten wie Savannen und Buschländer im nördlichen und mittleren Australien. Sie sind nachtaktiv und schlafen tagsüber in Erdbauen, in denen sie Grasnester errichten. Ihre Nahrung besteht aus Samen und grünen Pflanzenteilen.
Folgende Arten werden unterschieden:
- Leggadina forresti bewohnt weite Teile des zentralen Australiens.
- Leggadina lakedownensis ist im nördlichen Australien verbreitet.

Beide Arten sind nach Angaben der IUCN „nicht gefährdet“ (least concern).
Systematisch sind sie Teil der Pseudomys-Gruppe, einer überwiegend australischen Radiation der Altweltmäuse.